# Операција Валкира (филм)
Операција Валкира (енгл. Valkyrie) је историјски трилер из 2008. године, радњом смештен у нацистичку Немачку током Другог светског рата. Филм приказује Јулску заверу немачких војних официра чији је циљ било убиство Адолфа Хитлера и покретање операције Валкира за извршење националног плана за преузимање власти. Филм је режирао Брајан Сингер у продукцији Јунајтед артистса, а главну улогу је тумачио Том Круз као пуковник Клаус фон Штауфенберг, један од главних завереника. У улогама осталих завереника појављују се Бил Нај, Еди Изард, Теренс Стамп, Кенет Брана и Том Вилкинсон.

## Радња
Том Круз је пуковник Клаус фон Штауфенберг, немачки аристократа и официр који је предводио херојски покушај свргавања нацистичког режима. Постављање бомбе у Хитлеров бункер је била једна од најхрабријих и најмање познатих епизода из Другог светског рата.

## Улоге
| Глумац           | Улога                         |
| ---------------- | ----------------------------- |
| Том Круз         | Клаус фон Штауфенберг         |
| Кенет Брана      | генерал Хенинг фон Тресков    |
| Бил Нај          | генерал Фридрих Олбрихт       |
| Дејвид Бамбер    | Адолф Хитлер                  |
| Карис ван Хаутен | Нина фон Штауфенберг          |
| Том Вилкинсон    | генерал Фридрих Фром          |
| Теренс Стемп     | генерал Лудвиг Бек            |
| Еди Изард        | генерал Ерих Фелгибел         |
| Бернард Хил      | генерал у Туниској кампањи    |
| Томас Кречман    | мајор Ото-Ернст Ремер         |
| Том Холандер     | пуковник Хајнц Брант          |
| Кенет Кренем     | фелдмаршал Вилхелм Кајтел     |
| Ијан Мекнис      | генерал Јоахим фон Корцфлајиш |